# عشاق (فیلم ۱۹۹۹)
عشاق (انگلیسی: Lovers) یک فیلم درام به کارگردانی ژان-مارک بار است که در سال ۱۹۹۹ منتشر شد.

## بازیگران
- الودی بوشه
- سرگی ترایفانوویچ
- دراگان نیکولیچ
- ژنویو پژ